# Floresta Fóssil de Gilboa
A Floresta Fóssil de Gilboa, Nova York, EUA, é chamada de a floresta mais antiga da Terra. Localizada próxima à Barragem de Gilboa, uma pequena cidade no oeste do Condado de Schoharie, no estado de Nova York, a região contém troncos fossilizados do período Devoniano, que ocorreu há cerca de 380 milhões de anos. Os fósseis, alguns dos poucos restantes deste tipo no mundo, são os restos de algumas das primeiras florestas terrestres. O local é de grande interesse e valor para paleobotânicos desde 1920 quando a cidade de Nova York começou o projeto de águas para abastecer a cidade e começou a escavar a barragem. As escavações descobriram uma grande área com grandes troncos compondo uma floresta fóssil, alguns expostos no site da barragem e no Museu do Estado de Nova York, em Albany.

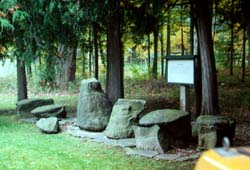
Fósseis de Gilboa

No mundo do Devoniano, Gilboa estava localizada na margem de um grande mar. Era um mundo tropical situado, aproximadamente, ao sul da linha do equador, onde hoje é a parte sul de Nova York e o oeste da Pensilvânia. Plantas arbóreas cresciam junto às margens, onde recebia chuva e vento e, ocasionalmente, tempestades que derrubavam e enterravam os troncos. Este processo acabava por preservar a forma original da planta.

## História
Ninguém sabia da existência da floresta fossilizada até que em 1850 um naturalista amador encontrou um molde de arenito com um tronco fossilizado do Devoniano em Schoharie Creek, perto de Gilboa, após uma grande enchente. As amostras foram enviadas para o Canadá onde foram descritos e ilustrado por John W. Dawson, da Universidade McGill. Era a primeira descoberta de troncos fossilizados documentada na América do Norte.
Até 2007, as copas das árvores e sua morfologia geral eram desconhecidos. William Stein, professor associado de ciências biológicas na Universidade Binghamton e seus colegas do Museu do Estado de Nova York em Albany, Nova Iorque e Universidade de Cardiff no Reino Unido descobriram uma árvore intacta com mais de 8 metros de altura e com um sistema de ramos frondosos, mas sem folhas, resultando em uma forma que lembra a do xaxim ou da palmeira. Estes resultados ajudaram a determinar que Eospermatopteris pertence à classe das cladoxylopsida, que eram grandes plantas vasculares com uma morfologia espetacular para o seu tempo.
Uma das razões para os cientistas serem tão fascinados por essas árvores é que elas fizeram parte da arborização original da superfície do planeta. Esse processo trouxe grandes impactos para o clima global, para o ciclo do carbono e definiu como os organismos evoluiriam nestes ecossistemas.
O Devoniano apresenta-se como um período de transição de um mundo predominantemente marinho para um mundo com terrestre. As plantas começaram a evoluíram e se espalharam pela superfície, alterando o clima para sempre. O planeta se oxigenou devido a evapotranspiração das vegetação. Dr. Berry, da Universidade de Cardiff, na Escola de Ciência da Terra, Oceânicas e Planetárias disse: "Este foi também um momento significativo na história do planeta. A ascensão das florestas removeu uma grande quantidade de dióxido de carbono da atmosfera. Isso fez com que as temperaturas do planeta caíssem, tornando-o muito semelhante à sua condição atual."